# 905 (číslo)
Devět set pět je přirozené číslo. Římskými číslicemi se zapisuje CMV a řeckými číslicemi ϡεʹ. Následuje po čísle devět set čtyři a předchází číslu devět set šest.

## Matematika
905 je:
- Poloprvočíslo
- Deficientní číslo
- Složené číslo
- Nešťastné číslo
- Součet sedmi po sobě jdoucích prvočísel (109 + 113 + 127 + 131 + 137 + 139 + 149)

## Astronomie
- (905) Universitas je planetka hlavního pásu, kterou objevil v roce 1918 Friedrich Karl Arnold Schwassmann

## Roky
- 905
- 905 př. n. l.